# (74158) 1998 QU97
(74158) 1998 QU97 – planetoida z pasa głównego asteroid okrążająca Słońce w ciągu 3,69 lat w średniej odległości 2,39 j.a. Odkryta 24 sierpnia 1998 roku.